# Dandelion
"Dandelion" is een nummer van de Britse band The Rolling Stones. Het werd op 18 augustus 1967, samen met "We Love You", uitgebracht als single met dubbele A-kant.

## Achtergrond
"Dandelion" is, zoals de meeste nummers van The Rolling Stones, geschreven door zanger Mick Jagger en gitarist Keith Richards. Het is geproduceerd door Andrew Oldham. De tekst bevat verwijzingen naar Britse kinderrijmpjes. De eerste demo van het nummer werd in november 1966 opgenomen onder de titel "Sometimes Happy, Sometimes Blue". Deze versie had een andere tekst en werd gezongen door Richards, terwijl op de uiteindelijke versie Jagger als zanger te horen is. Daarnaast bespeelt Brian Jones de mellotron, terwijl sessiemuzikant Nicky Hopkins op de klavecimbel te horen is. John Lennon en Paul McCartney, leden van The Beatles, verzorgen mede de achtergrondzang.
"Dandelion" werd samen met "We Love You" uitgebracht als single met dubbele A-kant en behaalde daardoor in veel landen niet apart de hitlijsten. In de Britse UK Singles Chart kwam het tot de achtste plaats, terwijl in de Amerikaanse Billboard Hot 100 de veertiende positie gehaald werd. In een voorloper van de Waalse Ultratop 50 piekte het op de vierde plaats. In Nederland stond het, samen met "We Love You", twee weken op de eerste plaats in de Top 40 en vier weken op de eerste plaats in de Parool Top 20.

## Hitnoteringen

### Nederlandse Top 40
| Hitnotering: 02-09-1967 t/m 18-11-1967 | Hitnotering: 02-09-1967 t/m 18-11-1967 | Hitnotering: 02-09-1967 t/m 18-11-1967 | Hitnotering: 02-09-1967 t/m 18-11-1967 | Hitnotering: 02-09-1967 t/m 18-11-1967 | Hitnotering: 02-09-1967 t/m 18-11-1967 | Hitnotering: 02-09-1967 t/m 18-11-1967 | Hitnotering: 02-09-1967 t/m 18-11-1967 | Hitnotering: 02-09-1967 t/m 18-11-1967 | Hitnotering: 02-09-1967 t/m 18-11-1967 | Hitnotering: 02-09-1967 t/m 18-11-1967 | Hitnotering: 02-09-1967 t/m 18-11-1967 | Hitnotering: 02-09-1967 t/m 18-11-1967 | Hitnotering: 02-09-1967 t/m 18-11-1967 |
| Week                                   | 1                                      | 2                                      | 3                                      | 4                                      | 5                                      | 6                                      | 7                                      | 8                                      | 9                                      | 10                                     | 11                                     | 12                                     |                                        |
| -------------------------------------- | -------------------------------------- | -------------------------------------- | -------------------------------------- | -------------------------------------- | -------------------------------------- | -------------------------------------- | -------------------------------------- | -------------------------------------- | -------------------------------------- | -------------------------------------- | -------------------------------------- | -------------------------------------- | -------------------------------------- |
| Nummer                                 | 7                                      | 2                                      | 2                                      | 1                                      | 1                                      | 2                                      | 2                                      | 4                                      | 6                                      | 13                                     | 21                                     | 35                                     | uit                                    |

### Parool Top 20
| Hitnotering: 02-09-1967 t/m 04-11-1967 | Hitnotering: 02-09-1967 t/m 04-11-1967 | Hitnotering: 02-09-1967 t/m 04-11-1967 | Hitnotering: 02-09-1967 t/m 04-11-1967 | Hitnotering: 02-09-1967 t/m 04-11-1967 | Hitnotering: 02-09-1967 t/m 04-11-1967 | Hitnotering: 02-09-1967 t/m 04-11-1967 | Hitnotering: 02-09-1967 t/m 04-11-1967 | Hitnotering: 02-09-1967 t/m 04-11-1967 | Hitnotering: 02-09-1967 t/m 04-11-1967 | Hitnotering: 02-09-1967 t/m 04-11-1967 | Hitnotering: 02-09-1967 t/m 04-11-1967 |
| Week                                   | 1                                      | 2                                      | 3                                      | 4                                      | 5                                      | 6                                      | 7                                      | 8                                      | 9                                      | 10                                     |                                        |
| -------------------------------------- | -------------------------------------- | -------------------------------------- | -------------------------------------- | -------------------------------------- | -------------------------------------- | -------------------------------------- | -------------------------------------- | -------------------------------------- | -------------------------------------- | -------------------------------------- | -------------------------------------- |
| Nummer                                 | 3                                      | 1                                      | 1                                      | 1                                      | 1                                      | 2                                      | 2                                      | 4                                      | 8                                      | 12                                     | uit                                    |